# Josef Nirschl
Josef Nirschl (* 24. Februar 1901 in Deggendorf; † 8. Januar 1985 in Weiden in der Oberpfalz) war ein deutscher Politiker der CSU.

## Leben und Beruf
Nach seiner Lehre zum Elektroinstallateur übernahm Nirschl eine Stelle als Betriebsmonteur bei der Deggendorfer Werft. 1919 besuchte er die Staatliche Elektrofachschule in Köln und begab sich auf fünfjährige Wanderschaft durch Deutschland, Österreich, die Niederlande und die Tschechoslowakei. Daneben schloss er sich dem Katholischen Gesellenverein an. 1923 legte er die Meisterprüfung ab und gründete ein eigenes Geschäft in Deggendorf. Von 1926 bis 1933 war er Vorsitzender des Verbandes niederbayerischer Elektrobetriebe. Nach einem gründlichen Selbststudium legte er 1936 in Berlin das Ingenieur-Examen ab.
Im Zweiten Weltkrieg war er bis 1943 als Soldat im Einsatz. 1944 wurde er in Haft genommen und vom Volksgerichtshof Berlin zum Tode verurteilt, das Urteil wurde jedoch nicht vollstreckt. Auf dem Todesmarsch vom Zuchthaus Straubing nach Dachau gelang ihm die Flucht.
Nach der Rückkehr führte Nirschl seinen Betrieb fort. Außerdem wurde er zum stellvertretenden Präsidenten der Handwerkskammer von Niederbayern berufen.

## Politik
Nirschl gehörte nach dem Krieg sowohl dem Stadtrat als auch dem Kreistag in Deggendorf an. Bei der Landtagswahl 1946 wurde er in den Bayerischen Landtag gewählt, dem er eine Wahlperiode lang bis 1950 angehörte.